# 팬더티비
㈜더블미디어(상표: 팬더티비)는 대한민국의 인터넷 방송국이다.
2019년도 11월 부터 서비스 운영하고 있는 인터넷방송 플랙폼 팬더티비를 운영 하고 있으며 
엔터테이먼트 사업 그외 여러 사업을 하고 있다. 